# سلیمان سیلا
سلیمان سیلا (انگلیسی: Souleymane Sylla) بازیگر اهل گینه است. وی از سال ۲۰۱۳ میلادی تاکنون مشغول فعالیت بوده‌است.
از فیلم‌هایی که وی در آن‌ها نقش داشته‌است، می‌توان به تولو تولو اشاره نمود.